# 천왕다오

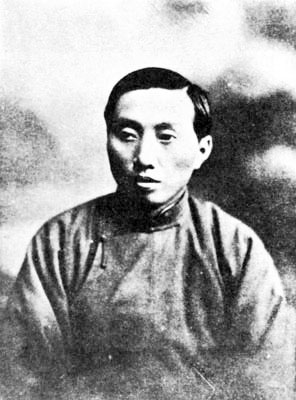
천왕다오

천왕다오(중국어 간체자: 陈望道, 정체자: 陳望道, 병음: Chén Wàngdào, 1891년 1월 ~ 1977년 10월)는 중화인민공화국의 전 대학 교장이다.
저장성 이우시 출신으로, 1915년 일본 제국에 유학하여 일본 주오 대학 법과를 졸업하였다. 1920년 8월 천두슈, 마오둔 등의 상하이 공산주의 소조에 가입하였고 당해 12월부터 <신청년> 편집위원으로 활동하였으며 이듬 해 창설된 중국 공산당에 입당하였다. 그는 중국어판의 <공산당 선언>(1920.8 출간)의 첫 번역자이었다. 1921년 중국 공산당에서 탈당했으나 이후에 중국 공산당 좌련 등의 활동에 참여하였다. 1928년부터 푸단 대학, 상하이 대학 등에서 교수를 역임하였다.
1949년 9월부터 중공 화둥 지역 군정위 위원, 푸단 대학 문학원 원장, 상하이 인민정부 위원 등직에 있었고 1949년 11월부터 1966년 12월까지 푸단 대학 교장을 역임하였으며, 과학원 철학사회학부 위원 등을 겸하였다. 1957년 중국 공산당에 재입당하였다. 1958년 ~ 1977년 중국 민맹 중앙위원, 부주석 위원 등으로 활동하였다. 1977년 상하이에서 폐질환으로 사망하였다.